# Rachmat Irianto
Rachmat Irianto (sinh ngày 3 tháng 9 năm 1999) là một cầu thủ bóng đá chuyên nghiệp người Indonesia hiện tại thi đấu ở vị trí hậu vệ cho câu lạc bộ Persebaya Surabaya và đội tuyển quốc gia Indonesia.

## Thống kê sự nghiệp

### Câu lạc bộ
Tính đến ngày 6 tháng 11 năm 2021
| Câu lạc bộ         | Mùa giải       | Giải đấu       | Giải đấu | Giải đấu | Cúp  | Cúp | Khác | Khác | Tổng | Tổng |
| Câu lạc bộ         | Mùa giải       | Hạng           | Trận     | Bàn      | Trận | Bàn | Trận | Bàn  | Trận | Bàn  |
| ------------------ | -------------- | -------------- | -------- | -------- | ---- | --- | ---- | ---- | ---- | ---- |
| Persebaya Surabaya | 2017           | Liga 2         | 3        | 0        | 0    | 0   | 0    | 0    | 3    | 0    |
| Persebaya Surabaya | 2018           | Liga 1         | 4        | 0        | 0    | 0   | 0    | 0    | 4    | 0    |
| Persebaya Surabaya | 2019           | Liga 1         | 17       | 1        | 2    | 0   | 0    | 0    | 19   | 1    |
| Persebaya Surabaya | 2020           | Liga 1         | 1        | 0        | 0    | 0   | 0    | 0    | 1    | 0    |
| Persebaya Surabaya | 2021           | Liga 1         | 7        | 0        | 0    | 0   | 4    | 0    | 11   | 0    |
| Tổng sự nghiệp     | Tổng sự nghiệp | Tổng sự nghiệp | 32       | 1        | 2    | 0   | 4    | 0    | 38   | 1    |

1. ↑  Số trận ra sân tại Menpora Cup

### Quốc tế
Tính đến ngày 21 tháng 11 năm 2023
| Đội tuyển quốc gia | Năm       | Số trận | Bàn thắng |
| ------------------ | --------- | ------- | --------- |
| Indonesia          | 2021      | 14      | 2         |
| Indonesia          | 2022      | 11      | 1         |
| Indonesia          | 2023      | 6       | 0         |
| Indonesia          | Tổng cộng | 31      | 3         |

### Bàn thắng quốc tế
Bàn thắng của đội tuyển Indonesia được ghi trước.
| # | Ngày                | Địa điểm                                                      | Đối thủ   | Bàn thắng | Kết quả | Giải đấu                     |
| - | ------------------- | ------------------------------------------------------------- | --------- | --------- | ------- | ---------------------------- |
| 1 | 9 tháng 12 năm 2021 | Sân vận động Bishan, Bishan, Singapore                        | Campuchia | 1–0       | 4–2     | AFF Cup 2020                 |
| 2 | 9 tháng 12 năm 2021 | Sân vận động Bishan, Bishan, Singapore                        | Campuchia | 3–0       | 4–2     | AFF Cup 2020                 |
| 3 | 8 tháng 6 năm 2022  | Sân vận động Quốc tế Jaber Al-Ahmad, Thành phố Kuwait, Kuwait | Kuwait    | 2–1       | 2–1     | Vòng loại AFC Asian Cup 2023 |

#### U-23
| # | Ngày                | Địa điểm                                               | Đối thủ | Bàn thắng | Kết quả | Giải đấu                                  |
| - | ------------------- | ------------------------------------------------------ | ------- | --------- | ------- | ----------------------------------------- |
| 1 | 18 tháng 2 năm 2019 | Sân vận động Olympic Phnôm Pênh, Phnôm Pênh, Campuchia | Myanmar | 1–1       | 1–1     | Giải vô địch bóng đá U-22 Đông Nam Á 2019 |